# Spider-Man vs. The Kingpin
Spider-Man vs. The Kingpin, o simplemente Spider-Man en la carátula del juego, es un videojuego desarrollado por Technopop y publicado por Sega of America inicialmente en Mega Drive/Genesis. Fue portado internamente por Sega of America para las consolas Master System y Game Gear, esta última publicada por Acclaim Entertainment a través de su división Flying Edge. También se lanzó una versión actualizada para la Sega CD bajo el nombre de The Amazing Spider-Man vs. The Kingpin.

## Jugabilidad
Todas las versiones del videojuego son juegos de plataformas de desplazamiento lateral, en los que el jugador controla al superhéroe Spider-Man para luchar contra varios supervillanos (Doctor Octopus, Sandman, The Lizard, Hobgoblin, Buitre, Mysterio, Electro, y Venom) para obtener las claves necesarias para desarmar una bomba nuclear que el Kingpin no solo ha enmarcado Spider-Man por robar, pero planea detonar en veinticuatro horas. En medio del juego, la esposa de Spider-Man Mary Jane Watson también es secuestrada por Venom.

## Trama
Uno de los mayores cerebros criminales de la ciudad, Wilson Fisk, también conocido como The Kingpin, ha logrado la trama definitiva. Le anuncia a Nueva York que se ha colocado una bomba en algún lugar de la ciudad y que detonará en 24 horas. Para empeorar las cosas, culpa a Spider-Man, y ahora el lanzador de telarañas está solo y huyendo de la policía. Spidey huele una rata y sabe lo que debe hacer.
Spider-Man tiene 24 horas para encontrar y desarmar la bomba. También debe limpiar su nombre, por lo que toma su cámara para tomar fotos convincentes para su jefe que odia a Spider-Man, J. Jonah Jameson, y la policía, para demostrar su inocencia. En el camino, también puede encontrarse con algunos de sus viejos enemigos, incluidos el Dr. Octopus, Electro, The Lizard, The Sandman, The Hobgoblin, Venom y, en última instancia, el propio Kingpin.

## Ports

### Mega Drive/Genesis
La versión de Sega Mega Drive fue lanzada en 1991 y fue muy popular entre los fanáticos de cómic, lo que ayudó a establecer el éxito del sistema Mega Drive / Genesis de 16 bits. Los críticos señalaron que el juego tenía gráficos y sonido superiores y que recreaba fielmente los personajes para el universo del videojuego, incluso permitía al jugador tomar fotografías de los enemigos mayores y menores en el videojuego para venderlas en el Daily Bugle para comprar más fluido web. El desafío ultraduro adicional fue una pelea con Venom al final de cada ronda, antes de llegar al jefe real. Además de Venom, también hay muchos otros villanos populares de Spider-Man con los que el jugador tendría que luchar, como Doctor Octopus, Lizard, Electro, Mysterio, Sandman y Hobgoblin.
Según el desarrollador Randel B. Reiss, esta versión fue un gran éxito comercial: dos tercios de todos los propietarios de Mega Drive en ese momento también compraron el juego y convencieron a Marvel Comics de no cancelar el acuerdo de licencia que tenían con Sega.

### Master System/Game Gear
La versión 8 bit de Sega Master System se considera uno de los últimos juegos de Master System vendidos oficialmente en Norteamérica. Como otros juegos de Master System lanzados en los Estados Unidos en 1991, son las importaciones europeas las que fueron publicadas por Sega of America, ya que no se produjeron cajas ni manuales para el mercado estadounidense. El juego tenía el mismo formato básico y la misma historia que la versión de 16 bits, con niveles rediseñados, escenas de corte (que incluían un cameo de Doctor Strange) e incluso en la configuración más sencilla se consideraba difícil de completar. En esta versión, Mary Jane no sería secuestrada, pero aún aparecería al final del juego si los jugadores logran el mejor final.
También se lanzó un port casi idéntico para el sistema portátil Sega Game Gear.

### Mega-CD/Sega CD
La versión 16-bit Mega-CD/Sega CD (1993) hizo varias mejoras al juego para aprovechar las capacidades de memoria extra del sistema de CD-ROM. Se agregaron escenas animadas, con actores de voz, para hacer avanzar la historia y mostrar lo que sucedió cuando murió el jugador. El juego se aceleró en esta versión; Spider-Man podía moverse y escalar superficies significativamente más rápido que en la versión Mega Drive. El juego también agregó dos nuevos niveles, movimientos de combate adicionales, la capacidad de recopilar reproducciones de famosos números de cómics de Spider-Man y una partitura musical original de Spencer Nilsen y la banda de rock Mr. Big. El juego también era más no lineal, ya que el jugador podía aventurarse a varios lugares de la ciudad (incluida una estación de televisión local). Sin embargo, en esta versión se eliminó la capacidad de tomar fotografías durante el juego con el fin de ganar dinero para el fluido web. El juego también agregó dos nuevos niveles (Funhouse de Mysterio y el Buitre en el metro). Además, antes de luchar contra el Kingpin, el jugador debe derrotar a Bullseye y Typhoid Mary. El juego tenía tres niveles de dificultad diferentes (fácil, normal y pesadilla) y se llevó a cabo un concurso (se proporcionaron detalles en el manual de instrucciones junto con una hoja para enviar por correo) para ver quién podía completar con éxito el juego en el ultradifícil pesadilla y colecciona las 21 portadas de cómics.

## Finales alternativos
En el último nivel de las versiones 16-bit, Spider-Man debe derrotar a Kingpin antes de que Mary Jane caiga en un pozo de ácido. La versión Mega-CD presenta algunas escenas alternativas dependiendo del resultado de este nivel. Si el jugador vence a Kingpin, pero no a tiempo para salvar a Mary Jane de caer en el pozo de ácido, la policía arrestará a Kingpin y Spider-Man jura airadamente vengar a Mary Jane. Si el jugador no logra derrotar a Kingpin (o a sus guardaespaldas), Spider-Man y Mary Jane serán atados y bajados juntos al pozo de ácido. La versión de Mega Drive es similar, solo Kingpin escapará una vez que maten a Mary Jane, dejando a Spider-Man con el corazón roto de rodillas.
En Game Gear Mary Jane no es secuestrada. Sin embargo, si el jugador pierde o huye de la batalla final, Kingpin se escapará.